# Пинилья, Эльса
Эльса Пинилья Осуна (исп. Elsa Pinilla Osuna; родилась 2 октября 1985) — аргентинская актриса, ведущая, автор песен и певица. Дочь музыкального продюсера Пабло Пинильи и Марии Осуны. У неё есть сестра, певица Лара Пинилья.

## Биография
Родилась 2 октября 1985 года в Мадриде. С самого раннего возраста она снималась в различных рекламных кампаниях, таких как Repsol, El País и в других. Она снимается на телевидении, работает в театре, снимается в рекламе и занимается музыкой.

## Музыкальная карьера
С 2000 года была участницей в музыкальной группе «Tess». Отвечала за написание большинства песен в группе. С 2005 года Эльса начала сольную карьеру.
Записала две песни для мыльной оперы «Душа пирата» и два саундтрека для мыльной оперы «Ромео и Джульетты».
Снялась в двух клипах Дэвида де Марии «Sin miedo a perder» и «El perfume de la soledad».

## Карьера на телевидении
Её первая работа на маленьком экране была в популярном сериале «Al salir de clase», где вместе со своими двумя компаньонками из музыкальной группы «Тесс», Лаурой и Урсулой, они сыграли трех сестер, которые хотели закрепиться в мире музыки. Этот сериал очень помог им в продвижении их первого альбома.
После появления в сериале «Вне контроля», в 2006 году она получила свою первую главную роль в аргентинском сериале «Душа пирата».
Эльса также сыграла роль в сериале «Ромео и Джульетта», в 2007 году, сыграв семнадцатилетнюю девушку. В Испании она снялась в «Cuestión de sexo» и в Sin tetas no hay paraíso.